# Campioni italiani assoluti di atletica leggera - Getto del peso a due mani femminile
Questa pagina raccoglie un elenco di tutte le campionesse italiane dell'atletica leggera nel getto del peso a due mani, specialità che entrò nel programma dei campionati italiani assoluti nella prima edizione del 1923 e vi rimase fino al 1926. L'attrezzo aveva un peso di 8 libbre britanniche pari a 3,628 kg e venivano misurati il miglior lancio effettuato con la mano destra e il migliore con la mano sinistra, che venivano poi sommati per ottenere il risultato finale.

## Albo d'oro
| Anno | Atleta (società)   | Prestazione |
| ---- | ------------------ | ----------- |
| 1923 | Bice Radaelli ?    | 15,18 m     |
| 1924 | Maria Piantanida ? | 15,15 m     |
| 1925 | Andreina Sacco ?   | 15,96 m     |
| 1926 | Andreina Sacco ?   | 15,29 m     |